# Fabio Fognini
Fabio Fognini (Sanremo, 24 de Maio de 1987) é um ex-tenista profissional italiano, especialista em simples e em duplas, que já foi número 9 como simplista e número 7 como duplista no ranking mundial da ATP.
Anunciou sua aposentadoria em 2025, durante o Torneio de Wimbledon, logo após a derrota na 1° rodada para Carlos Alcaraz.
Em torneios da ATP, Fognini conquistou 9 troféus em simples. Já nas duplas, conquistou 8 troféus.
Jogando ao lado do compatriota Simone Bolelli, Fognini conquistou o Australian Open de 2015. E essa conquista foi histórica, pois depois de 46 anos os italianos enfim puderam comemorar um título de duplas em Grand Slam. Desde a conquista do lendário Nicola Pietrangeli, que triunfou em Roland Garros ao lado do compatriota Orlando Sirola, em 1959, o país não sabia o que era vencer em um dos quatro principais torneios do circuito.
Em junho de 2016, Fognini e Flavia Pennetta, essa uma ex-tenista profissional e campeã do US Open de 2015, subiram ao altar em Ostuni, na província de Brindisi, na Itália, para o casamento do casal. A festa contou com a presença ilustre da campeã de Roland Garros de 2010, a italiana Francesca Schiavone, que foi top 5 mundial.

## Carreira
Fabio Fognini é o principal tenista italiano. Em 2011 foi às quartas-de-final de Roland Garros, e alcançou seu principal ranking na ATP, número 32 do mundo. Nas duplas, em 2011, ganhou seu primeiro título de ATP de Umag, e foi à semifinal do US Open e do Masters 1000 de Roma.
Ganhou um Grand Slam de duplas ao lado de Simone Bolelli, o Australian Open de 2015.

## Títulos

### Grand Slam finais

#### Duplas: 1 (1 título)
| Posição | Ano  | Campeonato          | Piso | Parceiro       | Oponentes                           | Placar   |
| ------- | ---- | ------------------- | ---- | -------------- | ----------------------------------- | -------- |
| Campeão | 2015 | Aberto da Austrália | Duro | Simone Bolelli | Pierre-Hugues Herbert Nicolas Mahut | 6–4, 6–4 |

### Masters 1000 finais

#### Duplas: 2 (2 vices)
| Posição | Ano  | Campeonato   | Piso   | Parceiro       | Oponentes                | placar                |
| ------- | ---- | ------------ | ------ | -------------- | ------------------------ | --------------------- |
| Vice    | 2015 | Indian Wells | Duro   | Simone Bolelli | Jack Sock Vasek Pospisil | 6–4, 6–7(3–7), [10–7] |
| Vice    | 2015 | Monte Carlo  | Saibro | Simone Bolelli | Bob Bryan Mike Bryan     | 6–7(3–7), 1–6         |

## ATP finais

### Simples: 9 (3 títulos, 6 vices)
| Legenda                           |
| --------------------------------- |
| Grand Slam (0–0)                  |
| ATP World Tour Finals (0–0)       |
| ATP World Tour Masters 1000 (0–0) |
| ATP World Tour 500 Series (1–1)   |
| ATP World Tour 250 Series (2–5)   |

| Finais por Piso |
| --------------- |
| Duro (0–1)      |
| Saibro (3–5)    |
| Grama (0–0)     |
| Carpete (0–0)   |

| Posição | N. | Data              | Torneio                                       | Piso     | Oponente              | Placar              |
| ------- | -- | ----------------- | --------------------------------------------- | -------- | --------------------- | ------------------- |
| Vice    | 1. | 29 Abril 2012     | BRD Năstase Ţiriac Trophy, Bucareste, Romania | Saibro   | Gilles Simon          | 4–6, 3–6            |
| Vice    | 2. | 23 Setembro 2012  | St. Petersburg Open, St. Petersburgo, Rússia  | Duro (i) | Martin Kližan         | 2–6, 3–6            |
| Campeão | 1. | 14 Julho 2013     | Stuttgart Open, Stuttgart, Alemanha           | Saibro   | Philipp Kohlschreiber | 5–7, 6–4, 6–4       |
| Campeão | 2. | 21 Julho 2013     | International German Open, Hamburgo, Alemanha | Saibro   | Federico Delbonis     | 4–6, 7–6(10–8), 6–2 |
| Vice    | 3. | 28 Julho 2013     | ATP Vegeta Croatia Open Umag, Umag, Croácia   | Saibro   | Tommy Robredo         | 0–6, 3–6            |
| Campeão | 3. | 9 Fevereiro 2014  | Royal Guard Open, Viña del Mar, Chile         | Saibro   | Leonardo Mayer        | 6–2, 6–4            |
| Vice    | 4. | 16 Fevereiro 2014 | Copa Claro, Buenos Aires, Argentina           | Saibro   | David Ferrer          | 4–6, 3–6            |
| Vice    | 5. | 4 Maio 2014       | BMW Open, Munich, Alemanha                    | Saibro   | Martin Kližan         | 6–2, 1–6, 2–6       |
| Vice    | 6. | 22 Fevereiro 2015 | Rio Open, Rio de Janeiro, Brasil              | Saibro   | David Ferrer          | 2–6, 3–6            |

### Duplas: 10 (3 títulos, 7 vices)
| Campeão – Legenda                 |
| --------------------------------- |
| Grand Slam (1–0)                  |
| ATP World Tour Finals (0–0)       |
| ATP World Tour Masters 1000 (0–2) |
| ATP World Tour 500 Series (0–3)   |
| ATP World Tour 250 Series (2–2)   |

| Títulos por Piso |
| ---------------- |
| Duro (1–1)       |
| Saibro (2–5)     |
| Grama (0–0)      |
| Carpete (0–0)    |

| Posição | N. | Data              | Torneio                                        | Piso   | Parceiro          | Oponentes                           | Placar                |
| ------- | -- | ----------------- | ---------------------------------------------- | ------ | ----------------- | ----------------------------------- | --------------------- |
| Vice    | 1. | 14 Julho 2008     | Croatia Open Umag, Umag, Croácia               | Saibro | Carlos Berlocq    | Michal Mertiňák Petr Pála           | 6–2, 3–6, [5–10]      |
| Vice    | 2. | 27 Fevereiro 2010 | Abierto Mexicano Telcel, Acapulco, México      | Saibro | Potito Starace    | Łukasz Kubot Oliver Marach          | 0–6, 0–6              |
| Campeão | 1. | 30 Julho 2011     | ATP Studena Croatia Open, Umag, Croácia        | Saibro | Simone Bolelli    | Marin Čilić Lovro Zovko             | 6–3, 5–7, [10–7]      |
| Vice    | 3. | 14 Abril 2012     | Grand Prix Hassan II, Casablanca, Marrocos     | Saibro | Daniele Bracciali | Dustin Brown Paul Hanley            | 5–7, 3–6              |
| Campeão | 2. | 24 Fevereiro 2013 | Copa Claro, Buenos Aires, Argentina            | Saibro | Simone Bolelli    | Nicholas Monroe Simon Stadler       | 6–3, 6–2              |
| Vice    | 4. | 2 Março 2013      | Abierto Mexicano Telcel, Acapulco, México      | Saibro | Simone Bolelli    | Łukasz Kubot David Marrero          | 5–7, 2–6              |
| Vice    | 5. | 6 Outubro 2013    | China Open, Beijing, China                     | Duro   | Andreas Seppi     | Max Mirnyi Horia Tecău              | 4–6, 2–6              |
| Campeão | 3. | 31 Janeiro 2015   | Australian Open, Melbourne, Austrália          | Duro   | Simone Bolelli    | Pierre-Hugues Herbert Nicolas Mahut | 6–4, 6–4              |
| Vice    | 6. | 22 Março 2015     | BNP Paribas Open, Indian Wells, EUA            | Duro   | Simone Bolelli    | Jack Sock Vasek Pospisil            | 6–4, 6–7(3–7), [10–7] |
| Vice    | 7. | 19 Abril 2015     | Monte-Carlo Rolex Masters, Monte Carlo, Mônaco | Saibro | Simone Bolelli    | Bob Bryan Mike Bryan                | 6–7(3–7), 1–6         |